# Det tredje øyet
Det tredje øyet est une série télévisée norvégienne en vingt épisodes de 45 minutes diffusée du 24 février 2014 au 8 mai 2016 sur TV2.
Cette série est inédite dans tous les pays francophones.

## Fiche technique
- Titre : Det tredje øyet
- Création :
- Réalisation :
- Scénario : Bent Roglien, Ole Marius Araldsen, Lasse Hallberg, Anne Kolbjørnsen

## Distribution

### Acteurs principaux
- Kyrre Haugen Sydness (no) : Viggo Lust
- Ida Elise Broch (no) : Mari Friis
- Marte Engebrigtsen (no) : Sofie
- Eivind Sander (no) : Ståle
- Ida Leonora Valestrand Eike : Christina Lust
- Endre Hellestveit (no) : Kårstein Omvik
- Ine Marie Wilmann : Vårin

- Trine Wiggen : Liv Holm (saison 1)
- Ingar Helge Gimle : Due (saison 1)
- Christian Rubeck : Håvard de Lange (saison 1)
- Charlotte Frogner : Annika (saison 1)
- Hallvard Holmen (no) : Kim Janssen (saison 2)
- Jack Holldorff (no) : Adrian (saison 2)
- Jakob Ekmann : Eirik Waal (saison 2)

## Épisodes
Les épisodes, sans titre, sont numérotés de un à dix à chaque saison.